# Maghta-Lahjar
Maghta-Lahjar è uno dei quattro comuni del dipartimento di Maghta-Lahjar, situato nella regione di Brakna in Mauritania. Contava 12.117 abitanti nel censimento della popolazione del 2000.